# Eduard Kokoity
Eduard Dzhabéievich Kokoity (en osetio: Кокойты Джабейы фырт Эдуард, en ruso: Эдуард Джабеевич Кокойты; n. Tsjinvali, RSS de Georgia, 31 de octubre de 1964) es un político oseta, fue presidente de Osetia del Sur, república reconocida por Rusia, Nicaragua y Venezuela como independiente, pero considerada por Georgia y otros países como parte de su territorio. 

## Biografía
Nacido el 31 de octubre de 1964 en la ciudad de Tsjinvali, Kokoity es miembro de la selección nacional rusa de lucha libre, con la cual ha llegado a ser campeón. Antes de 1989, era el primer secretario en Tsjinvali de la Liga de los Jóvenes Comunistas, rama del Komsomol. En 1992 fue a Moscú y se convirtió en empresario, volviendo en 2001 a Osetia del Sur. 
A los 38 años de edad fue escogido por una amplia mayoría en las elecciones presidenciales de noviembre-diciembre de 2001. En la primera vuelta de las elecciones, el 18 de noviembre, consiguió un 45% de los votos, Stanislav Kochiev el 24%, y Ludwig Chibirov el 21%. En la segunda vuelta, el 6 de diciembre, ganó con el 53% de los votos, contra el 40% de Stanislav Kochiev. Tomó posesión del cargo el 18 de diciembre. 
La victoria de Kokoity fue inesperada, pero ésta se consumó con el apoyo del clan Tedeiev, una de las familias más poderosas de Osetia del Sur. Había ganado el apoyo clave gracias a Albert "Dik" Tedeiev y su hermano Jambulat, un campeón de lucha, que organizaban y financiaban la campaña de Kokoity. 
El clan había dado previamente apoyo a Ludwig Chibirov, pero lo finalizaron tras discrepancias con el mismo. Una vez que Kokoity fuese elegido presidente, los miembros del clan Tedeiev se hicieron cargo del servicio de aduanas de la república y del transporte de mercancías a lo largo de la autopista transcaucásica. Además de ser la principal ruta económica entre Rusia y Osetia del Sur, la autopista es una vía esencial para el contrabando y el tráfico de droga y armas. Los ingresos de la autopista proporcionan gran parte de los ingresos presupuestarios del gobierno de Osetia del Sur.[cita requerida]
En julio de 2003, Kokoity se enfrentó contra los Tedeiev, expulsando a Albert Tedeiev de su posición como secretario del consejo de seguridad, y ordenó a sus milicias privadas que se desarmasen. Según Kokoity, el secretario del consejo de seguridad, así como el de defensa y los jefes de seguridad, tenían lazos con criminales. El asunto hacía prever un brote de violencia en Tsjinvali, pero no se produjeron víctimas.
Kokoity ha mantenido una posición dura en contra de la reunificación con Georgia, aunque ha expresado su disposición a negociar un acuerdo de paz sobre la base de una Osetia del Sur tratada como estado independiente, una precondición rechazada por el gobierno georgiano. Tras un tiempo de tregua con las autoridades georgianas, en julio de 2004, afirmó: "Si Georgia quiere guerra, estamos preparados para la autodefensa". Tras la Guerra de Osetia del Sur de 2008, iniciada por Georgia, comenzó el proceso de reconocimiento de Osetia del Sur, junto con Abjasia.